# Grant Green (baseball)
Pour le musicien de jazz, voir Grant Green.
Grant Thomas Green (né le 27 septembre 1987 à Fullerton, Californie, États-Unis) est un ancien voltigeur et joueur de deuxième but des Ligues majeures de baseball.

## Carrière
Grant Green est repêché par les Padres de San Diego au 14e tour de sélection en 2006 mais il repousse l'offre et rejoint plutôt les Trojans de l'Université de Californie du Sud. Il est le choix de première ronde des Athletics d'Oakland en 2009 et il reçoit un boni de 2,75 millions de dollars à la signature de son premier contrat professionnel. Green est un joueur d'arrêt-court à l'université et, bien qu'il soit d'abord envisagé d'en faire un joueur de troisième but, il s'installe au deuxième but alors qu'il joue en ligues mineures,.
En 2013, Green frappe pour ,318 de moyenne au bâton avec 11 circuits, 49 points produits et 61 points marqués en 81 matchs à sa seconde chez les River Cats de Sacramento, un club-école des Atheletics d'Oakland lorsqu'il est appelé dans les majeures par ces derniers. Il fait ses débuts dans le baseball majeur avec Oakland le 8 juillet 2013. Il apparaît dans 5 matchs des A's, n'obtient aucun coup sûr en 16 passages au bâton mais produit un point grâce à un ballon-sacrifice.

### Angels de Los Angeles
Le 30 juillet 2013, Oakland échange Green aux Angels de Los Angeles d'Anaheim contre le joueur d'avant=champ Alberto Callaspo. À son premier match pour les Angels le 6 août suivant, Green récolte son premier coup sûr dans les majeures, contre le lanceur Yu Darvish des Rangers du Texas. Il frappe son premier coup de circuit le 2 septembre 2013 aux dépens du lanceur Josh Lueke des Rays de Tampa Bay.
Green est utilisé comme réserviste au champ gauche et au deuxième but par les Angels.